# Gottesackerkapelle (Waldshut-Tiengen)

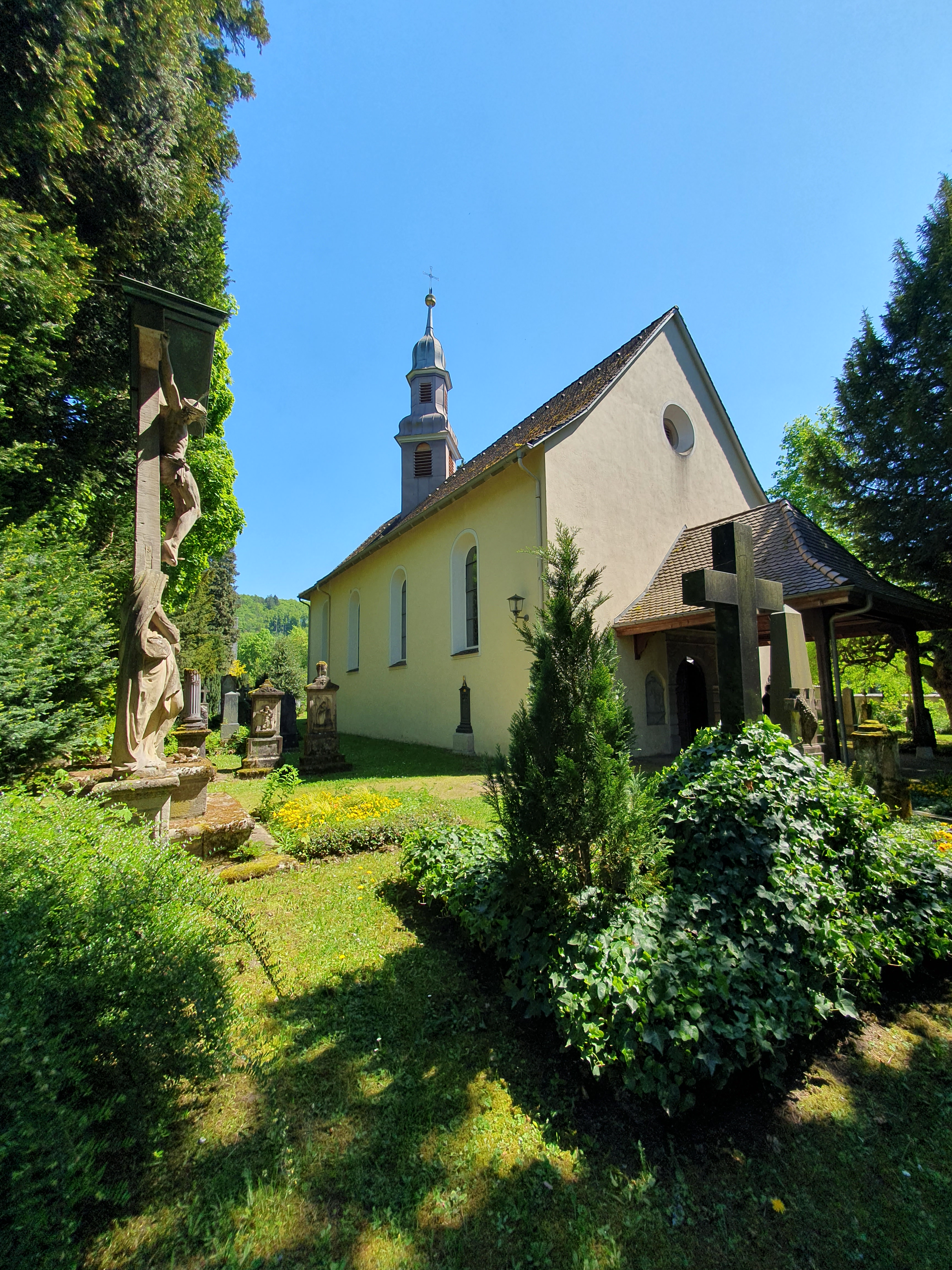
Die Gottesackerkapelle auf dem ‚Alten Friedhof‘ in Waldshut

Die Gottesackerkapelle in Waldshut, auch Alte Gottesackerkapelle, wurde ursprünglich erbaut als Allerheiligenkapelle und befindet sich in der Stadt Waldshut-Tiengen im Landkreis Waldshut.

## Geschichte
Die Kapelle liegt nördlich der Altstadt von Waldshut, in der Nachbarschaft steht unter anderem das Hochrheingymnasium. Sie wurde 1683 unter dem Salzhändler Adam Tröndlin auf dem Gelände des Alten Friedhofs von 1575 erbaut. 1708 stiftete sein Sohn Johann Adam Tröndlin dazu eine Kaplanei. Das Patronatsrecht hielten die Herren Tröndlin von Greiffenegg.

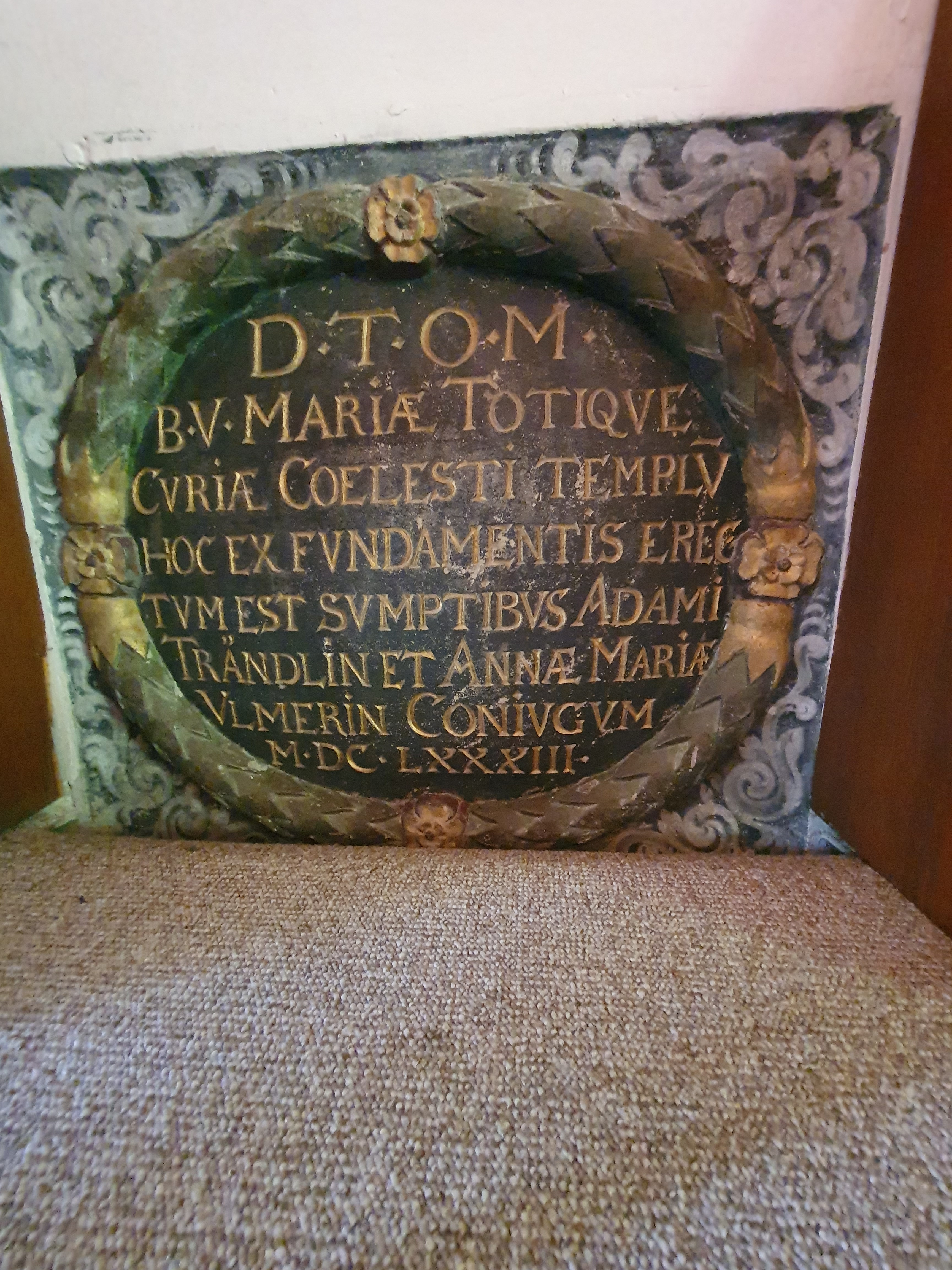
Bauinschrift in der Kapelle

Eine weitere Kaplanei wurde durch die Familie Straubhaar auf dem Kalvarienberg gestiftet. Im Chor steht ein Heiliges Grab, an der Rückwand befindet sich ein Ölberg geschaffen von Wilhelm Walliser. Die Kapelle wurde als Allerheiligenkapelle (ad omnes sanctos) erbaut, wird aber durchgehend als Gottesackerkapelle genannt. Die Kapelle enthält Epitaphe der Herren von Tröndlin und Greiffengg sowie weitere alte Grabstellen und Grabsteine und einen alten Baumbestand.

## Neuzeit
Der Alte Friedhof dient heute ausschließlich für Urnenbestattungen Waldshuter Bürger und für anonyme Bestattungen im Landkreis Waldshut.